# DiscT@2

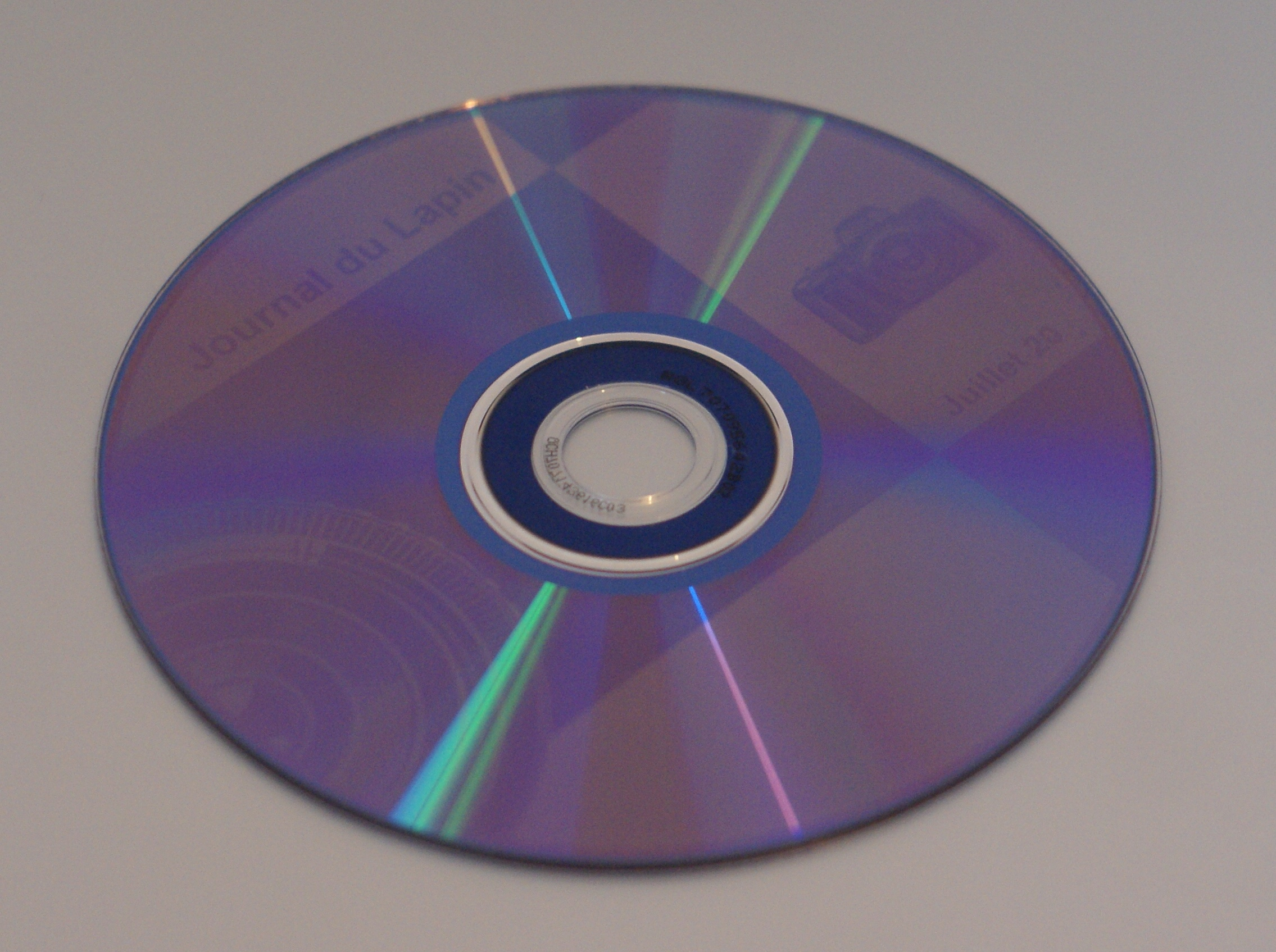
Un disco grabado DiscT@2.

DiscT@2 (se pronuncia "disc tatu") es el nombre de la tecnología que permite a los usuarios grabar motivos personalizados o imágenes en el espacio libre de la misma cara que los datos del disco óptico utilizado. Fue introducida por Yamaha Corp. cuyo primer lanzamiento fue en el 2002, con la unidad de reescritura CRW-F1 CD.
DiscT@2 empleaba el láser de la unidad para escribir texto y gráficos sencillos, pero debido a la larga demora del proceso de estampado y que sus imágenes tipo hologramas apenas eran visibles en discos azul oscuro nunca tuvo éxito. Yamaha abandonó el mercado de grabadores de CD y DVD en el año 2003. Fue el antecesor del LightScribe de HP.